# Wilia (dopływ Horynia)
Wilia (ukr. Вілія Wilija) – rzeka o długości 77 km na Ukrainie, lewy dopływ Horynia, przepływa przez Szumsk, do Horynia uchodzi w Ostrogu. Do dopływów należą: Kotuńka, Zbyteńka (lewe), Bezimienna, Kuma, Bołożówka, Rudka, Uście, Hniły Rów (prawe).